# Morrison (Oklahoma)
Morrison és un poble dels Estats Units a l'estat d'Oklahoma. Segons el cens del 2000 tenia 636 habitants.

## Demografia
Segons el cens del 2000, Morrison tenia 636 habitants, 255 habitatges, i 179 famílies. La densitat de població era de 389,8 habitants per km².
Dels 255 habitatges en un 36,1% hi vivien nens de menys de 18 anys, en un 51,8% hi vivien parelles casades, en un 14,9% dones solteres, i en un 29,8% no eren unitats familiars. En el 27,8% dels habitatges hi vivien persones soles el 10,6% de les quals corresponia a persones de 65 anys o més que vivien soles. El nombre mitjà de persones vivint en cada habitatge era de 2,49 i el nombre mitjà de persones que vivien en cada família era de 3,06.
Per edats la població es repartia de la següent manera: un 29,4% tenia menys de 18 anys, un 8,6% entre 18 i 24, un 28,6% entre 25 i 44, un 22,3% de 45 a 60 i un 11% 65 anys o més.
L'edat mediana era de 34 anys. Per cada 100 dones de 18 o més anys hi havia 80,3 homes.
La renda mediana per habitatge era de 28.482 $ i la renda mediana per família de 35.417 $. Els homes tenien una renda mediana de 31.618 $ mentre que les dones 17.045 $. La renda per capita de la població era de 13.393 $. Entorn del 13,5% de les famílies i el 15,1% de la població estaven per davall del llindar de pobresa.

## Poblacions més properes
El següent diagrama mostra les poblacions més properes.